# Streitbergalm (Bad Gastein)
Die Streitbergalm ist eine Alm in der Gemeinde Bad Gastein im österreichischen Bundesland Salzburg.

## Lage und Charakteristik
Die Streitbergalm liegt in der Ortschaft Bad Gastein und in der Katastralgemeinde Böckstein. Sie ist dem Streitberggut in Hinterschneeberg zugehörig.
Die Alm erstreckt sich an den südöstlichen Hängen des Stubnerkogels in der Goldberggruppe. Eine Almhütte steht auf einer Höhe von 1573 m ü. A. Nördlich der Alm hat mit der Glagfeldrunse ein linker Nebenbach der Gasteiner Ache seinen Ursprung. Hier wächst ein Grünerlen-Buschwald. Im Südwesten befinden sich zwei kleine Sumpfgebiete.

## Geschichte
Im von 1823 bis 1830 erstellten Franziszeischen Kataster ist etwa 90 m nordöstlich der heutigen Almhütte ein Gebäude verzeichnet, für die Gegend aber kein eigener Flurname angegeben.